# 외식 산업

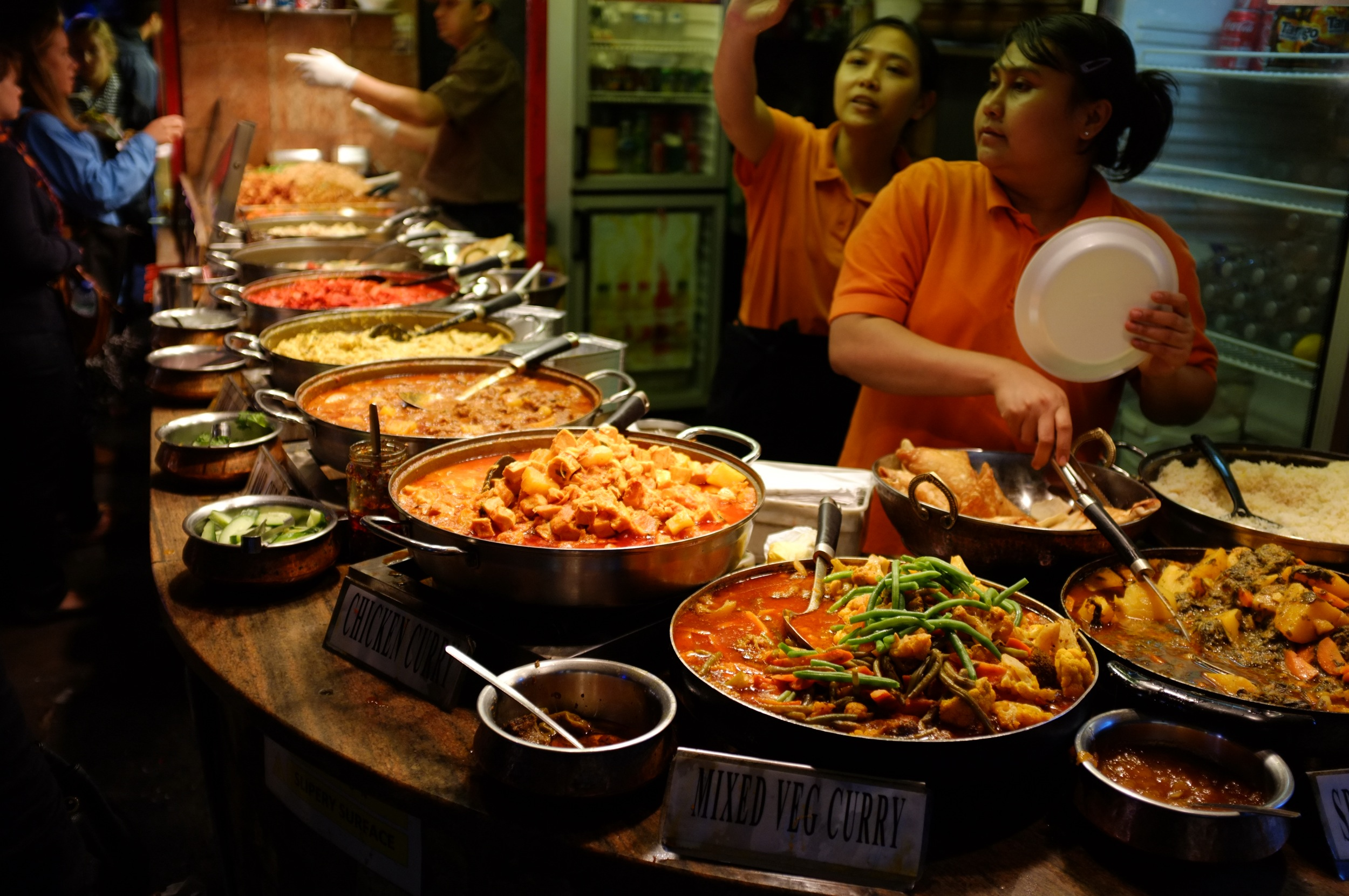
카레 요리를 판매하는 사업

외식 산업(外食 産業, 미국 영어: food service, 영국 영어: catering industry)은 집 밖에서 식사를 준비하는 기업, 기관 및 회사를 포함한다. 식당, 학교 및 병원 구내식당, 급식 운영 및 기타 많은 형식을 포함한다.
음식 서비스 사업자에게 공급하는 공급자는 음식 서비스 유통업자로, 작은 그릇(주방용품)과 음식을 제공한다. 어떤 회사들은 소비자와 음식 서비스 버전으로 제품을 제조한다. 소비자 버전은 일반적으로 소매를 위한 정교한 라벨 디자인이 있는 개별 크기의 패키지로 제공된다. 식품 서비스 버전은 훨씬 더 큰 산업 규모로 포장되어 있으며 종종 소비자 버전의 다채로운 라벨 디자인이 부족하다.
중국이나 동남아시아의 경우 맞벌이 부부가 많아지면서 외식 문화가 매우 발달되어 있다. 이른 아침부터 문을 여는 음식점도 많으며 점심과 저녁에는 식당이나 노점에서 포장해 먹는 모습을 볼 수 있다.